# يوهانس فاندام
يوهانس فان دام (أمستردام 9 أكتوبر 1946 - أمستردام 18 سبتمبر 2013)، صحفي هولندي وأشهر كاتب في البلاد في مجال الطعام. كتب فان دام عمودًا منتظمًا عن الطعام في صحيفة هيت بارول اليومية الوطنية لمدة 25 عامًا تقريبًا .
درس فان دام الطب وعلم النفس وعمل في مجال الجرائد من عام 1967 إلى عام 1981 لصحيفة هيت فريجي فولك ومجلة هاجس بوست (Het Vrije Volk و Haagse Post) ، وذلك قبل أن يصبح مدير متجر كتب الطهي في أمستردام في عام 1983. في عام 1986 بدأ يكتب عمودا عن الطعام في صحيفة إلسفير (Elsevier) الأسبوعية الهولندية، وفي عام 1989 باع متجر الكتب وتفرغ للكتابة بصورة أساسية لصحيفة هيت بارول (Het Parool) وصحيفة دي مارجن اليومية البلجيكية (the Belgian daily De Morgen) وأيضا صحيفة إلسفير (Elsevier). نشر كتابًا عن الطعام تحت عنوان (De Dikke Van Dam) عام 2005،
توفي في مستشفى في أمستردام عام 2013 بعد معاناته لبعض الوقت من مشاكل صحية بما في ذلك مرض السكري.